# Borislav Brondoukov
Borislav Nikolaïevitch Brondoukov (en russe : Борисла́в Никола́евич Брондуко́в) né le 1er mars 1938, mort le 10 mars 2004, est un acteur ukrainien et soviétique.

## Biographie
Borislav Brondoukov nait dans le village Doubovaïa de l'oblast de Kiev, dans une famille russo-polonaise. Après les études techniques, il travaille comme contremaître sur les chantiers de construction, puis, à l'Usine d'Arsenal  de Kiev. Il joue au théâtre amateur où il se fait remarquer par le recteur de l'Université nationale Karpenko-Kary, qui lui conseille d'entamer des études d'art dramatique, ce qu'il fait et obtient son diplôme. Ses premiers pas au cinéma eurent lieu en 1968. Brondoukov joue souvent des rôles d'alcooliques et de simplets. Plusieurs de ses personnages sont doublés à cause de son fort accent ukrainien, notamment son inspecteur Lestrade dans la série de cinq téléfilms holmésiens d'Igor Maslennikov.
En 1984, Borislav Brondoukov est victime d'un premier accident vasculaire cérébral. Grâce à la rééducation, il arrivera à reprendre le dessus, bien que sa parole garde dans le premier temps des séquelles, ce qui nécessita un doublage. On lui décerne le titre d'artiste du Peuple de la république socialiste soviétique d'Ukraine en 1988. En 1995, il est le premier lauréat du prix Alexandre Dovjenko. Mais deux autres attaques le laisseront paralysé et sans possibilité de parler à partir de 1997. Sa femme veillera sur lui. Sur le fond d'effondrement économique du pays, la famille vit dans les conditions très précaires au village Bikovnya.
Brondoukov meurt le 10 mars 2004. Il est inhumé au cimetière Baïkov à Kiev.

## Filmographie partielle
Cinéma
- 1962 : Une fleur sur la pierre  (Цветок на камне, Tsvetok na kamne) de Sergueï Paradjanov : Kovalev
- 1967 : Vij (Вий) de Constantin Erchov et Gueorgui Kropatchev : séminariste
- 1969 : Une tournée dangereuse (Опасные гастроли) de Gueorgui Jungwald-Khilkevitch : gardien
- 1970 : Famille Kotsiubynsky (Семья Коцюбинских) de Timofeï Levtchouk : Nicolas II
- 1971 : Olessia (Олеся) de Boris Ivtchenko : Yarmola
- 1972 : Bonjour et Adieu (Здравствуй и прощай) de Vitaly Melnikov : Rakov, comptable
- 1974 : La Prime (Премия) de Sergueï Mikaelian : Zioubine
- 1975 : Afonia  (Афоня, Afonya) de Gueorgui Danielia : Fedoul
- 1975 : Zvezda plenitelnogo schastya (Звезда пленительного счастья ) de Vladimir Motyl : soldat
- 1976 : Deux capitaines (Два капитана) d'Evgueny Karelov : Goloub
- 1976 : Les Tsiganes montent au ciel (Табор уходит в небо) de Emil Loteanu : Boutcha
- 1977 : Mimino (Мимино) de Gueorgui Danielia : passager d'avion
- 1979 : Vanitas vanitatum (Суета сует) d'Alla Sourikova : Serguienko
- 1979 : Babylone XX d'Ivan Mykolaïtchouk
- 1979 : Le Marathon d'automne (Осенний марафон) de Gueorgui Danielia : passant
- 1982 : Les larmes coulaient (Слёзы капали) de Gueorgui Danielia : Fedor
- 1982 : Le Loto de 1982 (Спортлото-82) de Leonid Gaïdaï
- 1984 : Nous venons du jazz (Мы из джаза) de Karen Chakhnazarov : capitaine Kolbaskine
- 1984 : Romance cruelle (Жестокий романс) de Eldar Riazanov : Ivan, garçon de café
- 1986 : L'Homme du boulevard des Capucines (Человек с бульвара Капуцинов) d'Alla Sourikova : cowboy perdu
- 1989 : L'Art de vivre à Odessa (ru) (Искусство жить в Одессе) : tchékiste
- 1991 : L'Homme traqué (Изгой) de Vladimir Saveliev :

Télévision
- 1976 : Les Jours des Tourbine (Дни Турбиных) de Vladimir Bassov : propagandiste
- 1979-1986 : Les Aventures de Sherlock Holmes et du docteur Watson d'Igor Maslennikov dont :
  - 1979 : Sherlock Holmes et le docteur Watson (Шерлок Холмс и доктор Ватсон) : inspecteur Lestrade
  - 1980 : Les Aventures de Sherlock Holmes et du docteur Watson (Приключения Шерлока Холмса и доктора Ватсона) : inspecteur Lestrade
  - 1981 : Le Chien des Baskerville (Собака Баскервилей) : inspecteur Lestrade
  - 1983 : Les Trésors d'Agra (Сокровища Агры) : inspecteur Lestrade
  - 1986 : Le XXe siècle commence (Двадцатый век начинается)  : inspecteur Lestrade
- 1983 : Le Fourgon vert (Зелёный фургон) de Alexandre Pavlovski : inspecteur Grichtchenko
- 1994 : Le Maître et Marguerite (Мастер и Маргарита) de Iouri Kara : Varenoukha